# Rise (album d'Anoushka Shankar)
Pour les articles homonymes, voir Rise.
Albums de Anoushka Shankar
Live at Carnegie Hall
(2001) Breathing Under Water
(2007)
Rise est un album d'Anoushka Shankar, sorti le 27 septembre 2005.

## Liste des titres
| 1.    | Prayer in Passing               | Anoushka Shankar | 6:20  |
| 2.    | Red Sun                         | Anoushka Shankar | 4:50  |
| 3.    | Mahadeva                        | Anoushka Shankar | 5:42  |
| 4.    | Naked                           | Anoushka Shankar | 4:16  |
| 5.    | Solea (duo avec Pedro Richardo) | Anoushka Shankar | 7:26  |
| 6.    | Beloved                         | Anoushka Shankar | 7:05  |
| 7.    | Sinister Grains                 | Anoushka Shankar | 6:10  |
| 8.    | Voice of the Moon               | Anoushka Shankar | 8:54  |
| 9.    | Ancient Love                    | Anoushka Shankar | 11:06 |
| 61:05 |                                 |                  |       |